# Гуччоне, Боб
Роберт (Боб) Гуччоне (англ. Bob Guccione; 17 декабря 1930, Бруклин, Нью-Йорк — 20 октября 2010, Плейно, Техас) — основатель и издатель журнала «Пентхауз».

## Ранние годы
Роберт Чарльз Джозеф Эдвард Сабатини Гуччоне (так его имя звучало полностью) родился в Бруклине в семье итальянцев сицилийского происхождения. Его отец работал бухгалтером.
Боб Гуччоне был женат четыре раза. Первый брак с Лилиан Беккер (англ. Lilyann Becker) у него состоялся ещё до того, как Гуччоне отметил собственное двадцатилетие. От этих уз у него осталась дочь Тониа. Вскоре пара рассталась. Гуччоне отправился в Европу, надеясь найти применение своим способностям художника. Там он познакомился со своею второй женой, англичанкой Мюриэль. С нею у него состоялся второй брак, в результате которого у них появилось четверо детей, три мальчика: Боб-младший, Тони, Никки и девочка по имени Нина. Для того, чтобы обеспечить семью, основным профилем работ для Гуччоне в те годы, стало управление сетью прачечных. Но творческая составляющая давала о себе знать, поэтому Боб Гуччоне делал карикатуры, зарисовки для американских еженедельников. В газете для экспатов «Лондонский американец» (англ. The London American), его заметили и приняли на работу штатным художником.

## «Пентхауз»
В 1953 году в Америке начал издаваться журнал «Плейбой», задавший стандарты того, что можно было бы считать эротическим журналом. Боб Гуччоне решил выпускать собственное издание, которое бы превзошло по степени откровенности все выпускавшиеся на тот момент журналы такого профиля, и конкретно Playboy — в первую очередь.
Его журнал получил название Penthouse — так в Америке называются дорогостоящие фешенебельные апартаменты на верхних этажах зданий, и это название должно было обыгрывать представление людей о роскошном, свободном и любвеобильном образе жизни обитателей подобных жилищ. Первый номер «Пентхауза» поступил в продажу в Великобритании в 1965 году. В 1969 «Пентхауз» начал издаваться в США.
Поначалу из-за экономии Боб Гуччоне сам фотографировал моделей. Не имея профессиональной подготовки, он где мог применял свои познания художника. Фирменным стилем раннего «Пентхауза» стали фотографии в мягкой фокусировке. Некоторые фотосессии занимали у Гуччоне несколько дней напряжённой работы.
Журнал с самого начала взял курс на предельно допустимую откровенность в публикуемых фотографиях, постоянно балансируя на грани откровенной эротики/софт-порнографии. В журнале в первые же годы существования начали размещать изображения полностью обнажённых моделей.
Популярности журналу придавали и скандальные фотосессии. В 80-е годы «Пентхауз» опубликовал фотографии первых эротических проб певицы Мадонны и модели, ведущей Ванессы Уильямс, сделанные знаменитостями ещё в период их безвестности. С годами «градус секса» в журнале только рос. В 90-е годы внимание аудитории издания начал переключать на себя интернет, и чтобы сохранить какую-то часть подписчиков, журнал начал размещать порнографические фотографии. С конца XX века журнал считается порнографическим.
В 1976 году Гуччоне вложил 17,5 миллионов долларов в производство фильма «Калигула».

## Капитал
Боб Гуччоне жил на широкую ногу. Ему принадлежали роскошные особняки в Италии и Франции. В Манхеттене у него было огромные 30-комнатные апартаменты. Гуччоне также удалось собрать большую коллекцию картин, которая, правда, была с убытком распродана в 2002 году.
В 1982 году Гуччоне попадал в список 400 богатейших людей планеты по версии журнала «Форбс». Его «империя» оценивалась в 400 миллионов долларов. В апреле 2002 года New York Times подсчитал, что общая сумма денег, привлечённая издательством Гуччоне за годы существования, составила 3.5—4 миллиарда долларов оборота. Из них почти 500 миллионов было чистой прибылью.
Боб Гуччоне скончался от рака лёгких 20 октября 2010 года, за два месяца до своего 80-летия.